# 闇のヘルペス
「闇のヘルペス」（やみのへるぺす）は、NHK-FMで1981年に放送されたラジオドラマ。

## 概要
- 放送日： 昭和56年（1981年）5月9日
- 原作：尾辻克彦
- 脚色：田槇道子
- 配役：私= 草野大悟，少年の頃の私= 平田裕二，胡桃子= 渕崎ゆり子，幼稚園の頃の胡桃子= 山田農，電気工事の職人= 笹野高史，女医さん= 大方斐紗子，会長さん= 中村方隆，病気= 大橋芳枝　語り手= 岸田森
- 音楽：朝比奈尚行とひだまりハンモックス．
- スタッフ： 効果= 川崎清　技術= 鈴木清人　演出= 平野敦子

- ※平成2年（1990年）9月16日のラジオ深夜便で再放送